# Tropa X
Tropa X é uma milícia mutante criada por Banshee, e sua primeira aparição foi em 2002 na Uncanny X-Men #401.

## História

### O começo do grupo
Banshee se encontrava em crise, sua amante Moira MacTaggert havia morrido tentando encontrar uma cura para o vírus legado; Sincro, seu protegido havia morrido em uma batalha e a Academia Massachusets, lar da Geração X, havia sido fechada. Com tudo isso, Sean Cassidy sentiu que tinha falhado em tudo, e começou a repensar sua vida. Lembrou-se do sonho de Charles Xavier, humanos e mutantes vivendo em harmonia, nisso teve a ideia de criar a Tropa X, um grupo paramilitar que tinha a finalidade de policiar a comunidade mutante. Usando uma I.M.A. abandonada como QG, suas ligações com a Interpol e com a ajuda de seus amigos, e alguns ex-alunos, Banshee cria a Tropa X. Junto com Homem Múltiplo, Escalpo, Jubileu, M e Chama Solar, ele formou a base de seu grupo. Além desses membros Banshee também recrutou alguns vilões, Blob, Fever Pitch e Avalanche, com a ajuda da Martinique Jason, que os controlava mentalmente, ela era prisioneira de Banshee. E também convidou Abyss, que estava sendo estudado pela Chama Solar.

### A rebelião dos vilões
A equipe recruta Surge, que na verdade é a Mística disfarçada. Assim ela consegue livre acesso ao QG, graça as suas habilidades Mística encontra a Martinique Jason, e a liberta. Elas libertam a mente dos vilões e controlam várias duplicatas do Homem Múltiplo, e usa-los em assaltos a bancos em Paris. Em nome da superioridade mutante os vilões causam danos maciços para a cidade, incluindo a destruição da Torre Eiffel. Eles foram parados pelos X-Men e pela Tropa X.

### O fim
Os resultados da batalha foram trágicos, houve várias vítimas e muita destruição. Avalanche abriu um buraco no chão sob Radius, aparentemente o matando, embora mais tarde seja revelado que seu campo de energia o salvou. Chama Solar foi brutalmente assassinada por Mística. Banshee foi esfaqueado na garganta pela Mística, fazendo ele perder momentaneamente seus poderes. Mística só parou quando Abyss a sugou para o vazio. Com os ferimentos de Banshee e os danos causados em Paris, o grupo foi fechado.